# Rabdophaga sodalitatis
Rabdophaga sodalitatis är en tvåvingeart som först beskrevs av Ephraim Porter Felt 1908.  Rabdophaga sodalitatis ingår i släktet Rabdophaga och familjen gallmyggor.
Artens utbredningsområde är New York. Inga underarter finns listade i Catalogue of Life.